# Giovanni Carlo Bandi
Pour les articles homonymes, voir Bandi.
Giovanni Carlo Bandi (né le 17 juillet 1709 à Césène, dans l'actuelle province de Forlì-Césène, en Émilie-Romagne, alors dans les États pontificaux et mort le 23 mars 1784 à Imola) est un cardinal italien du XVIIIe siècle.

## Biographie
Giovanni Carlo Bandi est l'oncle du pape Pie VI. Il est nommé évêque auxiliaire d'Ostie et comme évêque titulaire de Botrys (de) en 1744. En 1752 il est nommé évêque d'Imola.
Le pape Pie VI, son neveu, le crée cardinal in pectore lors du consistoire du 29 mai 1775. Sa création est publiée le 11 septembre de la même année. Bandi n'a participé à aucun conclave.